# Göran Sonesson
Göran Sonesson, né le 17 octobre 1951 à Malmö et mort le 17 mars 2023, est un sémioticien et anthropologue suédois. Il est notamment l'auteur d'un ouvrage de synthèse sur la sémiotique visuelle, Pictorial concepts.
Il a été secrétaire général de l'Association internationale de sémiotique et président de l'Association internationale de sémiotique visuelle, de 2015 jusqu'à sa mort.